# جبل سكوبي
جبل سكوبي (بالإنجليزية: Scopi)‏ هو أحد جبال سلسلة جبال الألب ليبونتيني ويقع في كانتون غراوبوندن/كانتون تيسينو في سويسرا. يحتل المرتبة رقم 142 في قائمة جبال سويسرا من حيث الارتفاع، إذ يبلغ ارتفاعه حوالي 3190 متر، بينما يبلغ ارتفاع نتوء الجبل 792 متر، هذا وقد سجل أول وصول لقمة الجبل عام 1782.